# Плотін
Плоті́н (грец. Πλωτῖνος) (205—270) — давньогрецький філософ — ідеаліст, найвидатніший представник неоплатонізму. Його вчення увібрало в себе досягнення майже всіх давньогрецьких філософських шкіл. Неоплатонізм Плотіна — остання велика філософська система античності. На противагу системі Філона, в ній філософські елементи переважали над елементами релігії, дух Греції переважав над духом Сходу.

## Біографія
Плотін народився в Лікополі в Єгипті в 205 році. Молодість пройшла в Александрії. Там же у віці 28 років почав займатися філософією. У віці 30-40 років був учнем Аммонія Саккаса в Олександрії, потім здійснив подорожі до Персії та Індії, протягом останніх 26 років свого життя жив у Римі. Плотін прожив життя, не цікавлячись його матеріальною стороною, бо був поглинений її духовною стороною. Він соромився, як писав його учень і біограф Порфирій, що він володіє тілом. Був оригінальним мислителем і разом з тим незвичайним ерудитом, знавцем античності, її філософських поглядів та ідей. У Римі він знайшов прихильників свого вчення. Тут він викладав своє неоплатонівське вчення, містично- алегоричну суміш із грецьких систем у поєднанні зі східними, єгипетськими та єврейсько-християнськими поглядами. Його натхнення і суворо моральне життя дали йому багатьох прихильників. Плотін був цілком споглядальною натурою: він шукав мету в поєднанні з божеством, у внутрішньому, духовному спогляданні, якому, звичайно, повинно було відповідати суворе життя, щоб звільнити душу з того стану, в який вона загрузла. Він одягався як старий піфагорієць і хотів відновити одне розорене місто Кампанію, щоб заснувати там державу на платонівських засадах. Імператор Галлієн дав свій дозвіл, але міністри відрадили йому, і план зовсім не вдався. Плотін помер в маєтку одного зі своїх друзів в Кампанії в 270 році.

## Філософські погляди
Можна виділити три періоди в еволюції поглядів Плотіна. У перший період він вивчав Платона і розвивав його вчення про душу і її очищення. У другий період перейшов від цих особливих завдань до пошуку загальної теорії буття і водночас від запозиченого у Платона до власного погляду на світ, від платонізму до неоплатонізму. У третій період зістарений Плотін залишив абстрактні міркування і сконцентрувався на актуальніших, головним чином етично-релігійних проблемах.
Плотін почав писати пізно, у віці близько п'ятдесяти років. Писав несистематично, в жодній роботі не виклав своїх основних поглядів. Залишив після себе п'ятдесят чотири твори. У творах Плотіна, які були розібрані й впорядковані його учнем Порфирієм, ми знайдемо прагнення людини до того, щоб душа повернулася з множинності земного світу до єдиного початку. Порфирій розділив всі трактати на 6 відділів відповідно до суті вчення Плотіна. Кожен відділ Порфирій, у свою чергу, розділив на 9 частин, внаслідок чого трактати Плотіна отримали назву «Еннеади», себто «Дев'ятки».
Теми його «Еннеад» такі:
- про людину і мораль;
- про світ і його фізичні закони;
- про долю і провидіння;
- про все, що стосується душі;
- про розум;
- узагальнення всіх попередніх. Буття і Єдиного.

Справжнє буття залишається у Плотіна, як це було у платоніків взагалі, головною темою філософії.
Справжнє буття є Бог, але вже його ім'я «єдине» (або «перше») треба розуміти негативно, себто ми не знаємо та не можемо назвати його ознак. Тому всі його ознаки є «негативні». «Єдине» не є многість, воно не потребує нічого, воно є неподільне, не просторове, не часове, в основі не таке, як усі об'єкти у світі. Воно не матеріальне, але також не дух, ані душа, не має якости чи кількости. Про його єство нічого певного не можемо сказати, бо є зайве питати: можна означити його лише негативно («негативна теологія»). «Єдине» вище за всі речі, (над-буття), тому ані від чого не залежить, дійсно вільне, залежне лише від себе самого, засноване на собі самім. Негативні означення вказують на те, що «Єдине» посідає абсолютну повноту буття. Воно не має в собі ніякої диференціації (поділу), тому залишається в абсолютному спокої, без руху. Але все, що існує, залежить від «Єдиного», навіть походить від нього. Воно є, таким чином, абсолютне джерело всякого буття. Але залежність усякого буття від Єдиного не має того характеру, про який говорить філософічна традиція в відношенні до Бога. «Єдине» не впорядковує світу, не утворює його, не знаходиться в ньому. Ті позитивні означення, що їх все ж називає Плотін, характеризують це своєрідне становище Єдиного: воно є, говорячи термінами Арістотеля, «чиста енергія» (=дійсність), чинність, активність. Але, поскільки воно не має поза собою ніякого об'єкта, його чинність направлена на себе самого; воно є творчість, що творить себе самого: тут немає різниці між творцем та утвореним. Свобода та воля — ще інші позитивні означення, що їх відважується вживати Плотін.
Від Єдиного починається процес (позачасовий) повстання усіх інших сфер буття. Повнота буття «Єдиного» ніби переливається через край, не втрачаючи свого змісту. Єдине є ніби джерело або світло, яке посилає з себе проміння, що зовсім не заслаблює інтенсивности світла або є оригінал, що відбивається в свічаді, не зменшуючи тим святого існування. Причина є безмірно вища, повніша, сильніша, за свій наслідок. Так шляхом такого «лучіння» («еманація») повстає з Єдиного Дух (нус — думання).
В Дусі є вже множність: розподіл на суб'єкт, що думає, та на об'єкт — предмети думання; об'єкт думання сам по собі множний — це ідеї. Дух є також досконалий, незмінний та блаженний. Його теж можна назвати божественним, Богом (Бог-Син). Зміст духа є духовний всесвіт («космос ноетос») — гармонійний організм поза часом та простором.
В цьому духовному космосі є зразки усіх речей і усіх цінностей. Як сам дух, так і окремі ідеї Плотін уявляє собі як активні сили.
Подібна еманація приводить до повстання з Духа Душі. Це єдина Душа всесвіту, що розпадається на окремі душі, що зв'язані між собою (симпатія). І світову душу Плотін не вважає божественним єством, хоч вона стоїть нижче Духа, з'являючись ніби його тінню, або відбитком. Душа знаходиться вже в часі, з її повстанням повстає час. Душа, з одного боку, дивиться догори, приймаючи з Духа форми буття, з другого боку, вона чинна щодо нижчої сфери (матерії) втискуючи в ній форми ідеального буття, формуючи її. Цей подвійний характер душі різко виявляється в людській душі, що належить «двом світам», та зумовлює собою посереднє становище людини у світі.
Формуючи матерію (найнижчу форму буття), Душа приводить до повстання світу, Космосу. Це ніби образ духовного світу, що відбивається в свічаді матерії. Космос Плотін малює цілком в дусі грецьких традицій, як повний краси, гармонійний організм, окремі частини якого зв'язані між собою взаємочинністю симпатії. Плотін символізує Всесвіт в образі великої рослини. Краса і гармонія Всесвіту походить з чинности Душі: краса є взагалі лише виявлення вищої сфери в нижчій, вище ніби просвічує крізь нижчі шари буття.
Плотін, отже, розуміється, значно примирливіше ставиться до мистецтва, ніж Платон.
Найнижчий шар буття є матерія, що, власне, є небуття, цілком позбавлена ознак, її ознаки є власне брак, «позбавлення» (стересис) певних ознак. Лише через вплив ідей повстає матеріальний світ. Матерія як така є лише чиста «можливість» (навіть не можливість-динаміс в сенсі Арістотеля, бо це є певна активна здібність чимось стати). Вона лише приймає впливи згори. Брак позитивних ознак в матерії характеризує її, як джерело зла, також і морального зла.
Картина світу, розуміється, значно відрізняється від християнського світогляду, але вона і не пантеїзм: Бог-Єдине відрізняється від світу, стоїть над ним. Бог не чинний творець світу, процес «еманації» в основі відрізняється від «утворення» світу за уявленням християнської релігії. Але ціла низка мотивів принаймні нагадує відповідні думки християнського світогляду, зокрема ідей «негативної теології».
Те саме й в уявленні про людину. Людина належить до різних шарів буття: тіло — до найнижчого матеріального шару, душа — до сфери душевного буття (є й інші душі, одушевлений є цілий світ, тут знаходять собі місце й поганські боги). З цим зв'язані й різні функції душі: фізична, здібність приймання та здібність мислення. Душа є в тілі ніби у в'язниці і природно прагне звільнитись з нижчої сфери та піднятись до вищих, а, власне, до свого «джерела». Це є те прагнення нижчого до вищого, що знають і інші грецькі філософи (Ерос Платона, подібне в Арістотеля, та навіть у стоїків). Цей поворот до вищого, «шлях догори» є етичний та релігійний шлях людини.
Цей шлях догори проводить душу через усі сфери в порядку, протилежному еманації: душа, а власне, розумна сила в ній прагне звільнити єство людини, вище в ній від усього нижчого та зовнішнього. Чесноти Платона є лише підготовкою, вони утримують пристрасті людини, утворюють певну душевну гармонію. Але власний шлях догори сягає глибше і є власне містичним шляхом. По-перше, душа «очищується» (катарсис) від тіла і зв'язаних з ним пристрастей. Це уможливлює споглядання (теорія) вищого, а через це уподібнення йому (обоження). На цьому шляху душа піднімається до «просвітлення»; душа не може досягнути обоження власними силами, до душі має влитись згори божественне світло; найвищим ступенем є злиття, сполучення душі з Єдиним. Це є лише момент екстази, що не триває довго. Завдання людини залишаються в сфері її буття в цьому світі, і Плотін вимагає виконання моральних завдань в родині, в суспільстві, в державі. Доброчинність є разом з тим і блаженство. Плотін не забуває і тих інших сфер, через які веде шлях догори: краса та пізнання.

## Учні та послідовники

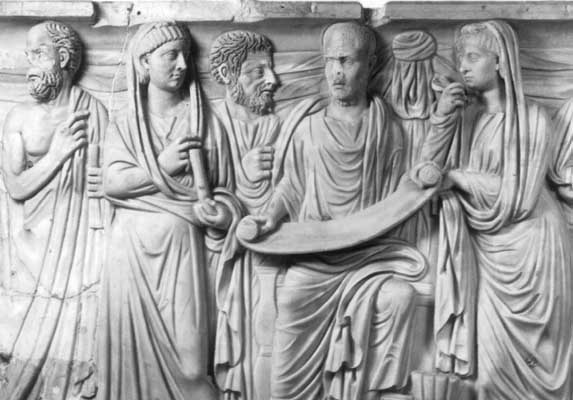
Плотін з учнями.

Серед його учнів особливо виділявся Амелій, який провчився у нього 24 роки.
Найвідомішим учнем Плотіна і його біографом був Порфирій. Плотін заповідав своєму учневі, Порфирію (бл. 233 — бл. 304) привести до ладу й видати його твори. Порфирій виявляв велику увагу до вивчення творів Плотіна, видавав і коментував їх, склав біографію Плотіна. Містичне вчення Плотіна продовжують дві інші неоплатонічні школи. Засновником і найвизначнішим представником першої (сирійської) школи був Ямвліх. Іншу школу неоплатонізму представляє Прокл.

## Вплив
Неоплатонізм був останнім філософським напрямком, який дала нам Греція. Під його знаком завершилася антична філософія, але він пережив античність, оскільки був засвоєний християнським мисленням. Системи християнської філософії, які з'явилися на Сході, починаючи з Орігена, котрий слухав разом з Плотіном Аммонія, через Псевдо-Діонісія і аж до Івана Дамаскіна — всі вони використовували принципові ідеї неоплатонізму. Навіть на Заході, де створювалася самостійна християнська метафізика, неоплатонічні ідеї справили свій вплив. Метафізика, яка залишалася вірною традиціям неоплатоніків, не втратила своїх прихильників у середньовіччі — від Еріугена до Миколи Кузанського — і виявилася одним зі значних напрямів середньовічної філософії. Не тільки серед філософів латинської культури неоплатонізм знаходив своїх знавців, але також і серед арабів: їх найбільш великі філософи хоча і видавали себе за учнів Арістотеля, фактично були учнями Плотіна. Містична теорія Плотіна не оригінальна, але вона цілком відповідає пізнішим уявленням християнської містики. Вплив Плотіна, що безпосередньо доторкнувся декого з Отців церкви (Євсевій Кесарійський (260 — 340)), належить, одначе, не стільки середньовіччю, скільки вже новітньому часу.
Плотін справив значний вплив на філософію Августина й особливо на мислителів Відродження (Марсіліо Фічіно, Піко делла Мірандола), на представників англійського (Шефтсбері, Джордж Берклі) та німецького (Шеллінг, Гегель) ідеалізму, а також на Ґете і єнський романтизм.